# Sceloporus asper
Sceloporus asper este o specie de șopârle din genul Sceloporus, familia Phrynosomatidae, descrisă de Boulenger 1897. A fost clasificată de IUCN ca specie cu risc scăzut. Conform Catalogue of Life specia Sceloporus asper nu are subspecii cunoscute.